# Cris Williamson
Cris Williamson, född 1947 i Deadwood, South Dakota, är en amerikansk musiker.
Williamson började skriva låtar och framträda redan då hon gick i skolan och utgav i mitten av 1960-talet tre album på Avanti Records. År 1972 gjorde hon ett framträdande i Washington, D.C., och träffade då Meg Christian, som introducerade henne till kvinnomusiken. De två blev vänner och det var på förslag av Williamson som de 1973 startade skivbolaget Oliva Records. Hennes album The Changer and the Changed, vilket utgavs på Oliva Records 1975 blev en stor framgång och sålde, trots begränsad reklam och nästan inga spelningar i radio, i nästan 100 000 exemplar.

## Diskografi
- 1964 The Artistry of Cris Williamson
- 1965 A Step at a Time
- 1965 The World Around Cris Williamson
- 1971 Cris Williamson
- 1975 The Changer and the Changed
- 1978 Live Dream
- 1980 Strange Paradise
- 1982  Blue Rider
- 1982  Lumière
- 1983  Meg/Cris at Carnegie Hall
- 1985  Prairie Fire
- 1985  Snow Angel
- 1987  Wolf Moon
- 1989  Country Blessed (with Teresa Trull)
- 1990  The Best of Cris Williamson
- 1991  Live in Concert: Circle of Friends
- 1994  Postcards from Paradise
- 1997  Between the Covers
- 1999  Radio Quiet
- 2001  Ashes
- 2003  Cris & Holly (with Holly Near)
- 2003  Replay
- 2005  The Essential Cris Williamson
- 2005  Real Deal
- 2005  The Changer and the Changed: A Record of the Times [30th Anniversary Enhanced]
- 2007  Fringe
- 2008  Winter Hearts
- 2010  Gifthorse
- 2013  Pray Tell
- 2017  Motherland
- 2022  Harbor Street